# Monóxilo

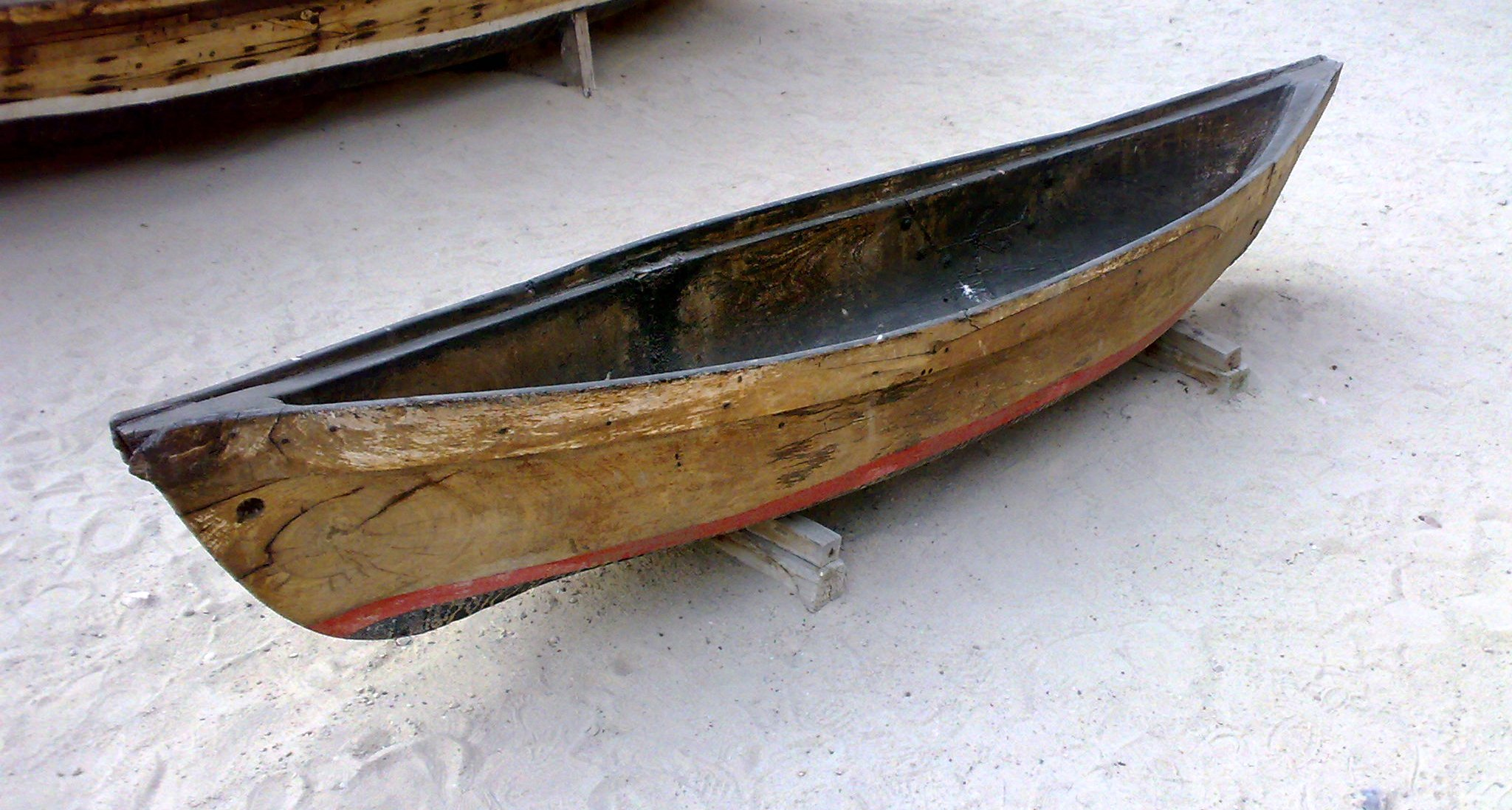
ejemplo de monóxilo

Se llama monóxilo a algo fabricado de una sola pieza de tronco o leño, en especial una embarcación.
En el caso de las embarcaciones se trata naturalmente de un tronco ahuecado y son las posteriores piraguas, bancas, etc. de la Polinesia, América del Sur y otros lugares.